# Erwin Rosenthal (Heimatforscher)
Erwin Rosenthal (* 10. Dezember 1939 in Swinemünde) ist ein deutscher Philosoph, der sich in seinem Ruhestand als Heimatforscher betätigt. Er befasst er sich vorrangig mit der Geschichte seiner Heimat Pommern.

## Leben
Erwin Rosenthal verließ unmittelbar nach dem Bombenangriff vom 12. März 1945 auf seine Geburtsstadt mit seiner Mutter und seinen beiden Geschwistern Swinemünde. Nach dem Schulbesuch in Seebad Heringsdorf absolvierte er eine Ausbildung am Institut für Lehrerbildung in Franzburg. Im Jahre 1960 nahm er eine Tätigkeit als Lehrer an der Schule in Ückeritz auf. Ein Studium am Pädagogischen Institut Güstrow schloss er im Jahre 1967 mit dem Staatsexamen für Lehrer der zehnklassigen allgemeinbildenden polytechnischen Oberschule im Fach Physik ab. Von 1969 bis 1972 unterrichtete er an der EOS/POS Seebad Heringsdorf. Im Jahre 1972 nahm Rosenthal eine Tätigkeit an der Ernst-Moritz-Arndt-Universität Greifswald auf, nachdem er ein fünfjähriges Fernstudium als Diplom-Philosoph abgeschlossen hatte. 1976 erlangte er die Promotion zum Doktor der Philosophie. 1979 wurde ihm die Promotion B zum Dr. sc. phil. erteilt, die 1991 in eine Habilitation (Dr. phil. habil.) umgewandelt wurde. In beiden Dissertationen hatte er sich mit philosophischen Problemen der Physik befasst. Von 1984 bis 2000 hatte er eine Professur an der Universität Greifswald. Sein Forschungsgebiet bildeten philosophische Probleme der Naturwissenschaften.
Heute lebt Erwin Rosenthal in Greifswald und beschäftigt sich mit Heimatgeschichte.

## Veröffentlichungen
- Die Umwandlung der Wissenschaft in eine unmittelbare Produktivkraft. Dargestellt an Beispielen aus der Physik. Greifswald 1976 (Dissertation).
- Die Entwicklung der Physik als Element und Resultat der gesellschaftlichen Entwicklung. Greifswald 1979 (Dissertation B).
- Scientific Philosophical and Sociopolitical Aspects  of the Work of Mario Bunge. In: Paul Weingartner, Georg Dorn (Hrsg.): Studies on Mario Bunge's Treatise. Amsterdam-Atlanta, Rodopi 1990.
- See- und Solbad Swinemünde. Die Entwicklung eines Badeortes. Rhinoverlag, Ilmenau 2009, ISBN 978-3-939399-14-8.
- Seebad Misdroy. Die Entwicklung eines Badeortes. Rhinoverlag, Ilmenau 2010, ISBN 978-3-939399-15-5.
- „…und dachten, wir sind in Sicherheit.“ In: „Der Golm und die Tragödie von Swinemünde.“ nordlicht verlag Karlshagen 2011.
- Die Insel Wollin, Kaseburg und Cammin. Rhinoverlag, Ilmenau 2011, ISBN 978-3-939399-09-4.
- Usedom und Wollin. Zwei Schwesterinseln in der Pommerschen Bucht. Demmler-Verlag, Ribnitz-Damgarten 2013, ISBN 978-3-944102-02-3.
- als Herausgeber:
  - Swinemünde – Świnoujście : 250 Jahre deutsche und polnische Geschichte. nordlicht verlag Karlshagen 2015, ISBN 978-3-9809640-8-1.
  - "Swinemünde – Świnoujście. 250 lat niemieckiej i polskiej historii. Białystok 2015.(polnisch)
- „Swinemünde war, als wir Sommer 1827 dort einzogen, ein unschönes Nest ...“. Zum 200. Geburtstag von Theodor Fontane. In: Pommern. Zeitschrift für Kultur und Geschichte. 57. Jg., H. 1, 2019, S. 27–29.
- „Stoewer“: Pommerscher Greif  stand für sehr noble Automarke. In: Pommern. Zeitschrift für Kultur und Geschichte. 57. Jg., H. 4, 2019, S. 45–47.